# 法国航空机队
法國航空目前运营有208架飞机，其中绝大多数为空中巴士的飞机。法航旗下窄体飞机机队皆由四种型号的空中巴士A320ceo组成。而法航的宽体客机（例如空中巴士A330、空中巴士A350 XWB、波音777和波音787）则用于运营长途航线。法航已经订购中短程客机空中客车A220来取代年事已高的空中客车A318和空中客车A319。

## 现役机队
截至2022年11月，法国航空（不含法國霍普航空及法国泛航航空）运营以下飞机。

## 已退役机队
法国航空曾营运以下机型：
法国航空也曾运营过康维尔990和道格拉斯DC-8-61两款喷气机。